# Kanton Auch-Nord-Ouest
Kanton Auch-Nord-Ouest (fr. Canton d'Auch-Nord-Ouest) je francouzský kanton v departementu Gers v regionu Midi-Pyrénées. Skládá se z osmi obcí.

## Obce kantonu
- Auch (severozápadní část)
- Castin
- Duran
- Mirepoix
- Montaut-les-Créneaux
- Preignan
- Roquelaure
- Sainte-Christie